# Miguel Núñez de Sanabria
Miguel Núñez de Sanabria (Lima, 1645 o 1646 – Madrid, 1729) è stato un generale spagnolo e oidor dell'audiencia di Lima.
Per due volte è stato viceré del Perù ad interim (dal settembre 1705 al maggio 1707 e dal 22 aprile al 14 settembre 1710), grazie al fatto di essere presidente dell'audiencia.

## Biografia
Núñez de Sanabria fu cavaliere dell'Ordine di Santiago e professore di diritto presso l'Università di San Marcos di Lima. Fu alcalde (giudice) presso l'audiencia di Lima, ed in seguito oidor della stessa audiencia. Aveva molta influenza sui colleghi oidores.
Essendo presidente dell'audiencia al momento della morte del viceré Melchor Portocarrero, il 15 settembre 1705, Núñez de Sanabria divenne governatore della colonia ad interim, fino all'arrivo di Manuel de Oms y de Santa Pau nel maggio 1707. Ricoprì nuovamente l'incarico, brevemente, da aprile a settembre del 1710. Rimase in carica presso l'audiencia fino al 1715.
Abbandonò poi il Perù per la Spagna, dove fece parte del Consiglio delle Indie e del Consiglio di guerra. Morì a Madrid nel 1729.